# 香蒲
香蒲（別名和俗名包括水蠟燭、東方香蒲、蒲黃、蒲草、蒲菜）是香蒲科香蒲屬植物，其种加词“orientalis”意为“东方的”。
现接受名为Typha shuttleworthii W.D.J.Koch & Sond., 1844。

## 外型特徵
多年生，挺水植物，草本，地下根莖粗狀，匍伏於泥中，地上莖直立呈圓柱型。可達2米。
1. 葉：窄線形4-6mm長0.5-1.2米，深綠色，自基部為膜形葉鞘，合抱直立，莖生葉僅有葉鞘且無葉片。
2. 花：4-9月開花，花期長，花莖直立，莖頂生單柱圓筒狀花穗，黃綠色與褐色；花序雌雄同株，雌雄花序不分離，雄花序位在上方，長3-4公分，有1—7雄蕊，花絲分離或合生，花葯線形。雌花序位在下方，長7-9公分，有柄，無花被，托有柔毛狀或狹長匙形的小苞片；子房1室，頂端漸狹，花柱狹長，有1胚珠。為其與同屬香蒲屬的水燭分辨之特徵。

## 分布
熱帶和温帶地區之溪床、廢魚池、水稻田、沼澤、海岸濕地，呈現帶狀分布。

## 用途
1. 纖維用作物，葉綠穗奇常用於點綴園林水池、湖畔構築水景。宜做花境、水景後台材料。也可盆栽佈置庭院。
2. 為製造人造棉及紙張之材料；葉供織蓆。
3. 種類可入藥，全草有利尿的作用，花粉名「蒲黃」，有止血、活血消瘀的作用。
4. 在春夏之交食用其脆嫩美味的地下莖蒲菜：中国江苏淮安、山东济南等地。
5. 為蜻蜓和豆娘提供了羽化的平台。
6. 編織草蓆、草鞋、草帽等傳統用具的重要材料。
7. 花晒干磨粉可用于欧洲冬季饲养蜂类，便于其在温室大棚内进行蔬果授粉。
8. 花晒干点燃可以驱蚊。

## 延伸阅读
[在维基数据编辑]
 《植物名實圖考·香蒲》，出自吳其濬《植物名實圖考》